# Jensenia wallisii
Jensenia wallisii är en bladmossart som först beskrevs av J.B.Jack et Steph., och fick sitt nu gällande namn av Riclef Grolle. Jensenia wallisii ingår i släktet Jensenia och familjen Pallaviciniaceae. Inga underarter finns listade i Catalogue of Life.